# АК-74
АК-74 (рус. Автомат Калашникова калибра 5,45 мм образца 1974 года) јуришна је пушка калибра 5,45 mm коју је 1970. године развио совјетски конструктор Михаил Калашњиков. Представља даљи наставак АКМ-а. Развој АК-74 је повезан са прелазом на нови метак 5,45×39 mm.
1974. године је уведена у наоружање наоружаних снага СССР-а. Први пут је примењена у совјетском рату у Авганистану, а даље у свим сукобима постсовјетског простора. Пушку тренутно користи већина земаља Источне Европе, као и Азије.
На бази АК-74 су развијене и пушке серије АК-100, као и карабин АКС-74У.

## Употреба
Од свог увођења, пушке АК-74 се као и претходни АК-47 одликовале једноставношћу и издржљивошћу с тиме што је АК-74 значајно прецизнија.
Током рата у Авганистану совјетска армија је користила пушке АК-74 у ратним дејствима и према извештају совјетских служби, наводно је ЦИА нудила 5.000 долара за један заробљени примерак АК-74.
Године 1990. је представљена нова верзија АК-74М која поседује полимерски кундак и рукохват.
Након распада СССР-а, пушка АК-74 је остала у наоружању бивших република па је тако била примењивана у свим сукобима на постсовјетском пространству.
Пушке АК-74 су коришћене током првог и другог чеченског рата.
Током рата у Донбасу АК-74 су коришћене обострано као главно оружје, а примећено је да про-руске снаге користе и верзију АК-74М коју су добили из Русије.
Током рата у Сирији, специјалне јединице Војске Сирије су користиле АК-74М, а у видео снимцима је примећено да ову пушку поседују и терористичке групације као што су Исламска Држава,Слободна сиријска армија,Фронт Ал Нусра као и курдске Народне заштитне јединице.

## Корисници
- Русија
- Јерменија
- Украјина
- Азербејџан
- Белорусија
- Бугарска
- Румунија
- Авганистан
- Сирија
- Вијетнам
- Северна Кореја
- Казахстан
- Таџикистан
- Узбекистан
- Туркменистан
- Киргистан
- Кипар
- Пољска
- Грузија